# David Scheid

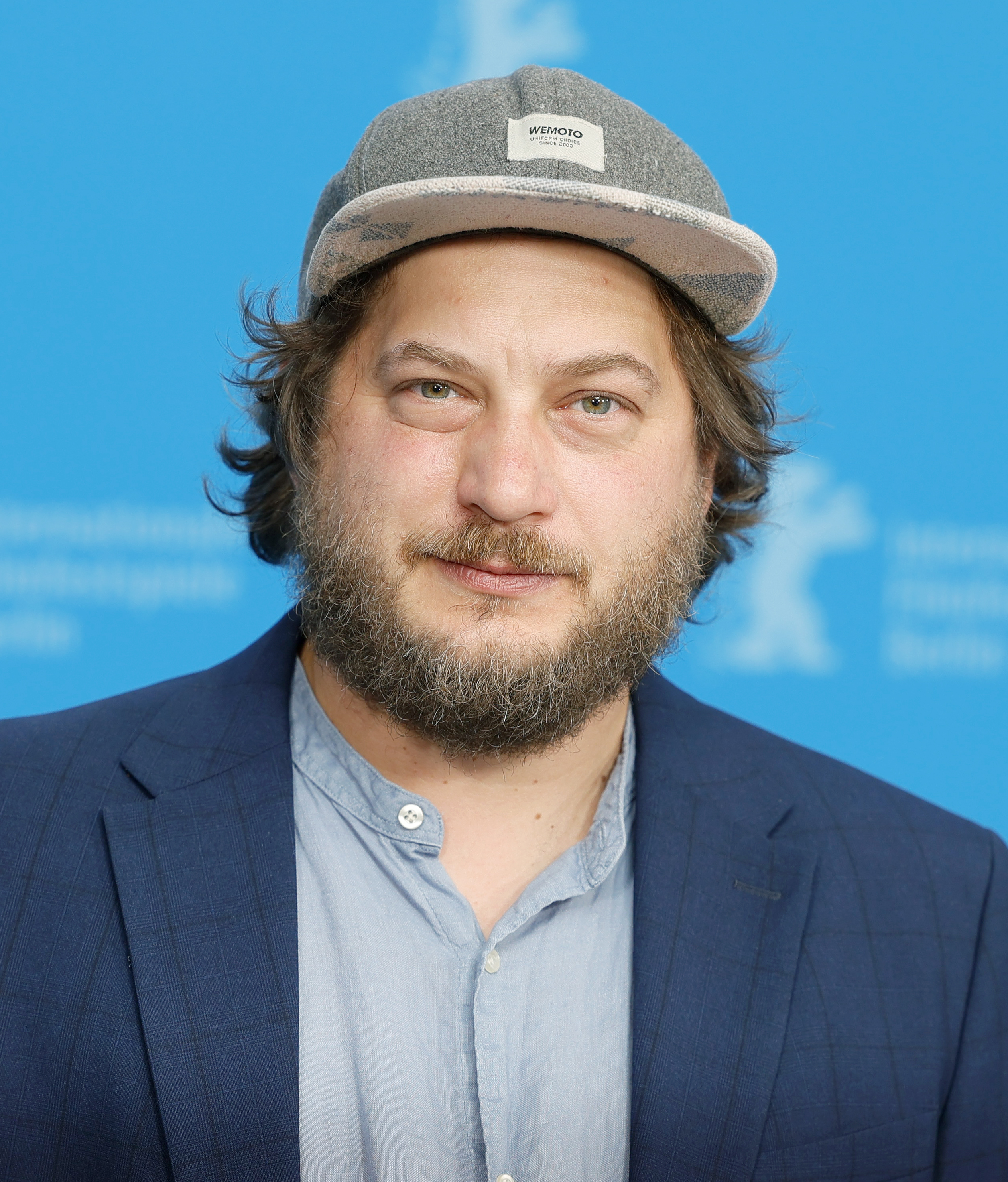
David Scheid (2024)

David Scheid (* 1983 in Wien) ist ein österreichischer Kabarettist, Schauspieler und DJ. Einem breiten Publikum wurde er als Möchtegern-Influencer Dave in der gleichnamigen Fernsehserie sowie als Society-Reporter in der Late-Night-Show Willkommen Österreich bekannt.

## Leben und Karriere
David Scheid ist in Wien geboren und wuchs im niederösterreichischen Matzen auf. Nach Besuch eines Beastie-Boys-Konzerts im Jahr 1998 legte er sich einen Plattenspieler zu und versuchte sich erstmals im DJing. Scheid absolvierte eine Lehre zum Landschaftsgärtner, musste den Beruf aber in Folge eines Bandscheibenvorfalls aufgeben.

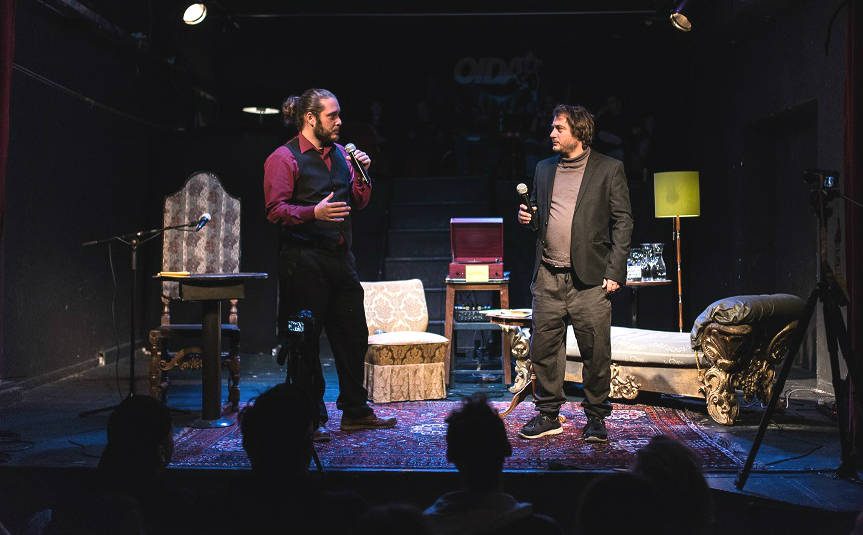
David Scheid (rechts) als Moderator von Rapper lesen Rapper (2017)

Während er als DJ im Wiener Underground auflegte, arbeitete Scheid als Filmvorführer in verschiedenen Kinos. Daneben entdeckte er den Poetry-Slam für sich und rief gemeinsam mit seinem damaligen Mitbewohner und Rapper Heinrich Himalaya das Format Rapper lesen Rapper ins Leben. In einem Interview beschrieb er die von 2016 bis 2023 organisierte Veranstaltung mit den Worten „die Leute kommen, lesen Raptexte und trinken Packerlwein“. 2016 wurde er beim Grazer Kleinkunstvogel doppelt ausgezeichnet und schrieb daraufhin sein erstes Kabarettprogramm, REMIX, das Programm mit dem Plattenspieler. Weitere Soloprogramme folgten 2019 und 2023.
Zusammen mit Jan Frankl schuf Scheid die Kunstfigur Dave, die 2017 zunächst als „Jugendreporter“ in der Sendung Tagespresse aktuell im ORF zu sehen war. Im folgenden Jahr wurden zwei Pilotfolgen der Serie Dave ausgestrahlt, die erste Staffel erreichte zwei Jahre später bis zu 150.000 Zuschauer pro Episode. Zeitgleich begann er in dieser Rolle als Society-Reporter an der Late-Night-Show Willkommen Österreich mitzuwirken. Die zweite Staffel von Dave wurde beginnend mit November 2023 im ORF ausgestrahlt.
Einmal monatlich moderiert Scheid die Sendung Mörder Scheiben im ORF-Radiosender FM4. 2023 trat er neben Martin Puntigam, Robert Palfrader und anderen Kabarettisten unter dem Motto „Kabarettist:innen for Future“ als Unterstützer der Klimaschutzgruppierung Letzte Generation in Erscheinung.
David Scheid ist auch als Schauspieler in Filmen und Serien aktiv. Im Februar 2024 erschien der österreichisch-deutsche Spielfilm Des Teufels Bad, in dem Scheid die männliche Hauptrolle übernahm. In der Vampir-Comedy-Serie Der Upir tritt er als Nebenfigur auf, in der Mockumentary Sargnagel – Der Film der österreichischen Autorin Stefanie Sargnagel ist er ebenfalls in einer Gastrolle zu sehen.
Im Mai 2024 gab Scheid bekannt, mit der Original Gangsterz Making Money Partei zur Nationalratswahl 2024 antreten zu wollen.

## Stil
David Scheid verbindet in seinen Kabarettprogrammen Stand-up-Comedy mit seiner Vergangenheit als Slam-Poet, der Leidenschaft für Rapmusik und seiner Fähigkeit an den Turntables. Sein drittes Programm Als die Welt noch eine Scheibe war befasst sich unter anderem mit den Themen Freunderlwirtschaft und Verschwörungsmythen. Er sampelt ZIB2-Interviews und widmet Politikern wie Herbert Kickl oder Sebastian Kurz parodistische Mehrzeiler. Philip Dulle verortete den Stil des Qualtinger-Verehrers im profil „zwischen Polit-Satire und Anarcho-Humor“.
Als Dave schlüpft er in der gleichnamigen Mockumentary in die Rolle eines 30-jährigen „wohlstandsverwahrlosten“ Möchtegern-Influencers, der sich im Auftrag des ORF rund um die Uhr von einer Kamera begleiten lässt. Ein Markenzeichen dieser als Antiheld oder Alter Ego charakterisierten Kunstfigur ist der überschwängliche Gebrauch von Jugendjargon, insbesondere des Ausdrucks Sheesh! sowie anderer Anglizismen. Mit der Figur, die er als „das personifizierte Prokrastinieren“ beschreibt, sei es ihm möglich, „das innere Kind noch einmal so richtig rauszulassen“. Nicht immer wird Dave, der einen real existierenden Instagram-Kanal betreibt, als Kunstfigur erkannt, sondern manchmal als Reality-TV-Darsteller fehlinterpretiert. Scheid erhält laut eigenen Angaben deshalb regelmäßig Einladungen zu Partys oder zum Kiffen. Auch Prominente wie Christina Lugner reagierten bereits mit Unverständnis auf seine Interview-Anfragen. Die Dialoge der Serie folgen größtenteils einem Skript, enthalten aber auch Momente der Improvisation.

## Kabarett
- 2016: REMIX, das Programm mit dem Plattenspieler
- 2019: Entschuldigung haben Sie auch 1 fetteren Beat?
- 2023: Als die Welt noch eine Scheibe war
- 2024: Dave & Jan: DAVE ON STAGE – Ein Miststück (gemeinsam mit Jan Frankl)
- 2025: The Kabarettist

## Filmografie
- seit 2016: Pratersterne (Fernsehserie)
- 2017: Tagespresse aktuell (Fernsehserie)
- seit 2018: Dave (Fernsehserie)
- seit 2018: Willkommen Österreich (Fernsehshow)
- seit 2020: Was gibt es Neues? (Quizshow)
- 2021: Sargnagel – Der Film
- 2023: Stadtkomödie – Heribert (Fernsehreihe)
- 2024: Des Teufels Bad
- 2024: Der Upir
- 2024: 80 Plus (Alternativtitel Toni und Helene)
- 2025: Wie man normal ist und die Merkwürdigkeiten der anderen Welt (How to Be Normal and the Oddness of the Other World)

## Auszeichnungen
- 2016: Grazer Kleinkunstvogel und Steirerkone-Publikumsvogel
- 2016: Goldener Kleinkunstnagel
- 2017: Mittleres Scharfrichterbeil
- 2025: Nominierung Deutscher Schauspielpreis in der Kategorie Komödiantische Rolle in Der Upir[9]